# 168321 Josephschmidt
168321 Josephschmidt este un asteroid din centura principală de asteroizi.

## Descriere
168321 Josephschmidt este un asteroid din centura principală de asteroizi. A fost descoperit pe 12 septembrie 1991 la Tautenburg de Freimut Börngen și Lutz Dieter Schmadel. Asteroidul prezintă o orbită caracterizată de o semiaxă mare de 2,55 ua, o excentricitate de 0,25 și o înclinație de 3,6° în raport cu ecliptica.